# Hein van Suylekom
Hendrik Christiaan „Hein“ van Suylekom (* 17. März 1904 in Rotterdam; † 11. Dezember 1982 in Rijswijk) war ein niederländischer Ruderer.

## Karriere
Hein van Suylekom gewann bei den Europameisterschaften 1925 und 1926 mit Carel van Wankum und Steuermann C. Quispel die Bronzemedaille im Zweier mit Steuermann. 1927 holten van Sulykom und van Wankum ebenfalls Bronze, diesmal im Zweier ohne Steuermann. Ein Jahr später starteten die beiden bei den Olympischen Sommerspielen in Amsterdam. Im Viertelfinale der Zweier ohne Steuermann-Regatta unterlagen sie dem deutschen Boot. 20 Jahre nach van Suylekoms erster Olympiateilnahme folgte seine zweite. Bei den Olympischen Sommerspielen 1948 in London bildete er zusammen mit Sietze Haarsma, Han Dekker und Han van den Berg die niederländische Crew in der Vierer ohne Steuermann-Regatta. Die Niederländer schieden im Halbfinale jedoch aus.